# Daniel Odier
Pour les articles homonymes, voir Odier.
Daniel Odier, né le 17 mai 1945 à Genève en Suisse, est un maître Zen, maître Chan, écrivain, poète, scénariste et essayiste suisse, spécialiste du shivaïsme cachemirien.

## Biographie

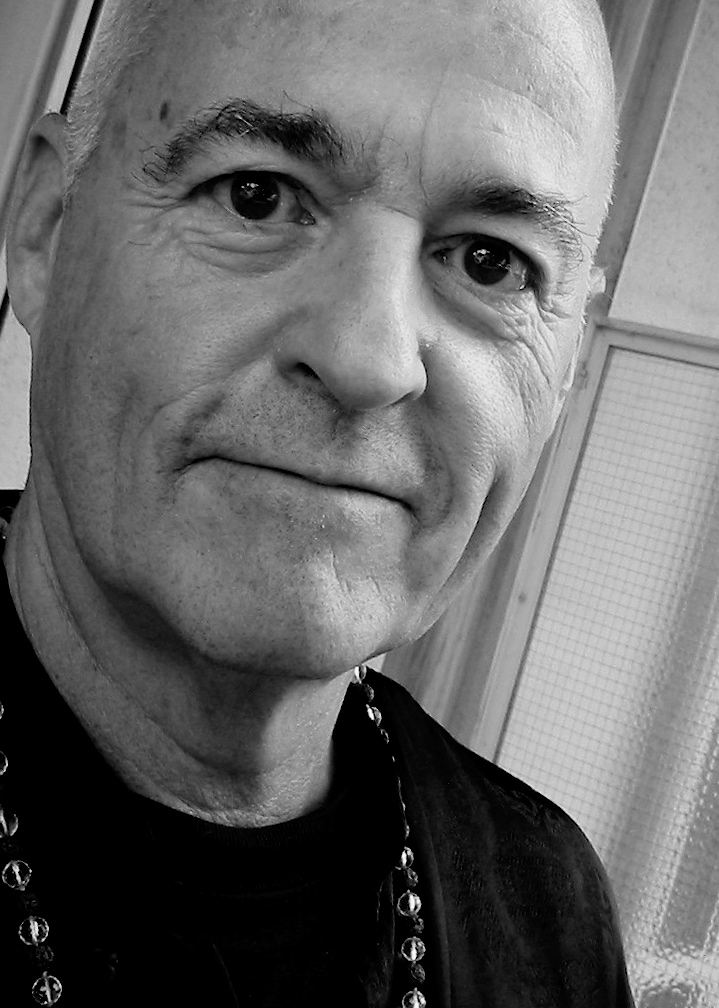
Daniel Odier

Daniel Odier fait des études aux Beaux-Arts de Rome, mais il abandonne la peinture pour l'écriture. Dès 1964, il publie des romans policiers sous son patronyme et sous le pseudonyme Delacorta. Nana, Diva, Lola, Vida, les romans policiers publiés sous le pseudonyme de Delacorta, ont été traduits en 14 langues, dont le japonais. Son polar Diva, publié en 1979, est adapté au cinéma par Jean-Jacques Beineix : le film Diva sort en mars 1981 et obtient quatre Césars en 1982.
En 1979, Daniel Odier devient professeur de littérature comparée à l'université de Tulsa, en Oklahoma. Il entreprend très tôt de nombreux voyages en Amérique du Sud, en Asie, et surtout en Himalaya, qui lui inspirent ses essais et poèmes.
Très tôt fasciné par le Chan (le zen chinois des origines) il décide d'étudier la proximité du Chan et du Tantra, inspiré par les travaux de l’ermite chinois Chien Ming Chen rencontré à Kalimpong en 1968. Toujours en 1968, Daniel Odier devient disciple de Kalou Rinpoché pendant sept ans ; il reçoit de son maître la transmission du Mahāmudrā. 
En 1975, il rencontre dans un ermitage himalayien une yoginî shivaïte cachemirienne appelée Lalitâ Devî, rencontre décisive qu'il relate dans ses différents ouvrages sur le Tantra. Il reçoit de Lalitâ Devî la transmission du Mahāmudrā et des enseignements mystiques des écoles Pratyabhijñā et Spanda de la tradition Kaula.  
Après sa rencontre avec Lalitâ Devî, à son retour en Europe, Daniel Odier est invité par plusieurs universités américaines à enseigner le bouddhisme, le tantrisme et la littérature. Il part enseigner aux États-Unis et y reste huit ans. C'est en relisant le Tao-Te-King de Lao-Tseu que Daniel Odier prend la décision de ne plus enseigner.  
Le 23 décembre 1993, Daniel Odier est réveillé par un rêve qui le bouleverse. Kalou Rinpoché et  Lalitâ Devî lui apparaissent. À son réveil, il ressent la montée de la kundalini, un big bang intérieur qui le plonge dans la joie et la plénitude. C'est pour lui le signe de sa dernière initiation. 
À la suite de cette expérience, il fonde en 1995 le centre Tantra/Chan à Paris, qu'il décidera de dissoudre en 2000 afin d'encourager la pratique spirituelle indépendante. 
En 2002, il reçoit en Catalogne, de Kosen Sensei l'Ordination de la tradition Zen Sôto. En 2004, en Chine, il reçoit la transmission de la lignée de Zhao Zhou (778-897) du Grand Maître Chan (Zen) Jing Hui, héritier du dharma de Xu Yun (1839-1959) considéré comme le plus grand maître chinois du XXe siècle et détenteur des cinq lignées du Chan. Reconnu comme Sifu (maître Chan) Daniel Odier réunit ainsi dans son enseignement les deux voies qui le touchent le plus profondément.

## Œuvres

### Romans
- Transparence, éd. Perret-Gentil, 1964
- Rouge, éditions 317, 1967
- Le Voyage de John O'Flaherty, Seuil, 1972
- La Voie sauvage, Seuil, 1974
- Ming, R. Laffont, 1976
- Splendor solis, Stock, 1976
- L'Année du lièvre, R. Laffont, 1977 ; réédition, Le Livre de poche no 7430, 1979
- Le Milieu du monde : une fabuleuse traversée de l'histoire suisse, R. Laffont, 1979. (Prix Bibliomedia Suisse 1980)
- Petit déjeuner sur un tapis rouge, Fayard, 1982
- Gioconda, Fayard, 1984
- Le Baiser cannibale, Mazarine, 1987
- Le Clavecin, Fayard, 1992
- L'Illusioniste, J.-C. Lattès, 1997 ; réédition, Pocket no 10744, 2001 (1re édition parue sous le titre Le Voyage de John O'Flaherty, Seuil, 1972)
- Les 7 Secondes de l'arc-en-ciel, Albin Michel, 2006

### Romans parus sous le pseudonyme de Delacorta
- Nana, Seghers, 1979  ; réédition, Marabout, Bibliothèque Marabout no 729, 1980
- Diva, Seghers, 1979 ; réédition, Marabout, Bibliothèque Marabout no 741, 1981
- Luna, Seghers, 1979
- Rock, Fayard, 1981 ; réédition, Edito-Service, coll. Les Classiques du crime, 1983. Également paru sous le titre Lola (éditions omnibus et étrangères; Le Livre de poche no 6836, 1990)
- Papillons de nuit, Hachette, coll. Policier no 1, 1984
- Vida, Mazarine, 1985 ; réédition, Le Livre de poche no 6686, 1989
- Nana; Diva; Luna; Lola, Mazarine, 1985
- Alba, Payot, 1985
- Somnambule, Marval, 1990 (essai sur la photographie de Stanley Greene, texte de Delacorta)
- Rap à Babylon Beach, Éditions du Masque, 1992
- The Rap Factor, the Atlantic Monthly Press, 1993
- Delacorta 1, Champs-Elysées, 1993
- Imago, Éditions du Masque, 1996
- Coup de lune (nouvelle signée Delacorta), dans Douze et amères : nouvelles noires, anthologie sous la direction de Natalie Beunat. Paris : Fleuve noir, coll. "Les Noirs" n° 36, 11/1997, p. 149-175.  (ISBN 2-265-06359-2)
- Nycta, French Pulp Éditions, 2019

### Ouvrages sur les spiritualités orientales
- Les Sculptures tantriques du Népal, éditions du Rocher, 1970
- Les Mystiques orientales, Denoël, 1972 ; réédition, J'ai lu, coll. « L'Aventure mystérieuse » no A337, 1976 ; A. Michel, 1984 (en collaboration avec Marc de Smedt)
- Nirvana Tao : techniques de méditation, R. Laffont, 1974
- Essais sur les mystiques orientales, Albin Michel, 1984 (en collaboration avec Marc de Smedt)
- Tantra : l'initiation d'un Occidental à l'amour absolu, J.-C. Lattès, 1996 ; réédition, Pocket no 4805, 1998
- Tantra Yoga : le Vijnânabhaïrava tantra : le "tantra de la connaissance", trad. et commenté par D. Odier, A. Michel, 1998
- Ferveur hindoue, Payot, 1998
- Désirs, Passions et Spiritualité : l'unité de l'être, Lattès, 1999
- Tantra, spontanéité de l'extase, Actes Sud, 2000
- Lalla, chants mystiques du tantrisme cachemirien, éditions du Seuil, 2000
- Le Grand Sommeil des éveillés : interrompu par l'exposition de Mahachinachara, la grande voie chinoise, cœur du tantra et du chan, éditions du Relié, Gordes, 2000[3].
- L'Incendie du cœur : le chant tantrique du frémissement, éditions du Relié, 2004
- Chan & Zen : le jardin des iconoclastes, éditions du Relié, Gordes, 2006 ; réédition, Pocket. Spiritualité no 13856, 2009
- Les Portes de la joie : être vraiment zen, Pocket no 15638, 2014
- Kali : mythologie, pratiques secrètes et rituels, éditions Lulu, 2015
- La Folle Sagesse de la yogini : intensité et sagesse du désir, éditions Almora, 2020

### Autres publications
- Le Soleil dans la poche, Perret-Gentil, 1965 (poèmes)
- Le Job: entretiens avec William Burroughs, Belfond, 1969 (entretiens)
- Nuit contre nuit, Oswald, 1972 (poèmes)
- Éclats d'ombres, Centre d'art national français BP, 1972 (art et poésie)
- Népal, Seuil, coll. Petite planète no 50, 1976 (guide)
- Cécilia, [S.I.] : [s.n.], 1986. (Livret d'opéra)

## Prix et distinctions
- 1973 : Prix Alpes-Jura pour Le Voyage de John O'Flaherty, Seuil, 1972
- 1980 : Prix Bibliomedia pour Le Milieu du monde, R. Laffont, 1979

## Filmographie

### Adaptations

#### Au cinéma
- 1981 : Les Années lumière, film franco-suisse réalisé par Alain Tanner, adaptation du roman La Voie sauvage. Sélectionné en compétition officielle au Festival de Cannes 1981, le film remporte le Grand prix du jury.
- 1981 : Diva, film français réalisé par Jean-Jacques Beineix, adaptation cinématographique du roman éponyme, scénario de Beineix et de Jean Van Hamme. Le film obtient quatre Césars en 1982.

#### À la télévision
- 1982 : Rock, téléfilm français réalisé par Michel Treguer, d'après le roman éponyme de Delacorta (Daniel Odier), avec Jean-Pierre Kalfon, Anne Gautier, Antoine de Caunes et Jean-Pierre Bisson

### En tant que scénariste
- 1982 : Invitation au voyage, film français réalisé par Peter Del Monte, d'après le roman Moi ma sœur de Jean Bany, avec Laurent Malet et Aurore Clément
- 1995 : Mécaniques célestes, film franco-hispano-belgo-vénézuélien, scénario de Fina Torres, Daniel Odier alias « Delacorta » et Blanca Strepponi, avec Ariadna Gil et Arielle Dombasle